# Portèth de Garona
Portèth de Garona (en francès i oficial Portet-sur-Garonne) és un municipi francès del departament de l'Alta Garona a la regió d'Occitània, situat al sud de Tolosa, a la confluència de l'Arieja i la Garona. En el cens de 2005 tenia 9.532 habitants en un territori de 16,19 km².